# Mængdelære
Mængdelære er den matematiske teori om mængder, der repræsenterer mængder af abstrakte objekter. Mængdelæren er sammen med logik grundstenen i næsten al moderne matematik. Mængdelæren gør kun brug af en slags elementer, mængder, og en relation, tilhørsrelationen.
Mængdelæren blev især udviklet i perioden 1880-1920. Georg Cantor definerede de første begreber, Bertrand Russell og David Hilbert bidrog væsentligt til at gøre det til en konsistent teori. Mængdebegrebet defineres af Zermelo-Fraenkels aksiomer, samt som oftest udvalgsaksiomet. Man ser derfor ofte mængdeaksiomerne skrevet som ZFC, hvor C'et står for "axiom of choice". John Venn udviklede Venn-diagrammet til visualisering af relationer og logiske forbindelse mellem mængder, som en videreudvikling af det tidligere Euler-diagram, udviklet af Leonhard Euler.
Som eksempel på hvordan matematik kan udledes af mængdelæren, kan de naturlige tal udtrykkes som mængder. 0 svarer til den tomme mængde, {\displaystyle \emptyset }, 1 til mængden indeholdende 0, dvs.den tomme mængde, 2 til mængden indeholdende {0,1}, dvs. den tomme mængde og 'mængden indeholdende den tomme mængde'. Hvert tal svarer altså til mængden af alle foregående tal. Dette giver direkte definitionen af at naturligt tals efterfølger, altså til +1. Herefter er det enkelt at aflede +, * og andre funktioner.

## Grundlæggende ideer
Mængdelære begynder med en fundamental binær relation mellem et objekt o og en mængde A. Hvis o er et element af A, skrives der o ∈ A. Mængder er selv objekter som derfor kan være elementer af andre mængder.
Hvis alle elementer af mængde A også er elementer af mængde B, så er A en delmængde af B, og betegnes A ⊆ B. For eksempel er {1,2} en delmængde af {1,2,3}, men {1,4} er ikke. Fra denne definition kan man konkludere, at enhver mængde er en delmængde af sig selv.